# 本多獅子太郎
本多 獅子太郎（ほんだ ししたろう、1931年 - ）は、日本の経済学者。明治大学名誉教授。専門は経済史。

## 経歴
1931年、東京府生まれ。1954年3月、明治大学政治経済学部経済学科卒業。1956年3月、明治大学大学院政治経済学研究科経済学専攻修士課程修了、経済学修士。1959年3月、同博士課程単位取得満期退学。明治大学政治経済学部専任講師、助教授を経て、2000年3月、同学部教授。2001年3月に定年退職。経済学博士（明治大学）。